# Mesoplodon stejnegeri
Il mesoplodonte di Stejneger (Mesoplodon stejnegeri) è un cetaceo odontoceto della famiglia Ziphiidae. È un membro poco conosciuto del genere Mesoplodon. Leonhard Stejneger descrisse per primo la specie nel 1885 a partire da un cranio, e per quasi un secolo di questa specie non si conobbe nient'altro. Alla fine degli anni '70 avvennero alcuni spiaggiamenti, ma fu solo nel 1994 che si poté descrivere l'aspetto esteriore a partire da esemplari freschi. La caratteristica più notevole dei maschi sono i denti molto grandi, a forma di spada, che gli danno il nome.

## Descrizione fisica
Questa specie presenta il corpo lungo e affusolato a entrambe le estremità tipico dei mesoplodonti. Il rostro di questo zifide è di media lunghezza, e la rima boccale forma un arco, sebbene più liscio di quello di altre specie. I denti dei maschi sono più grandi di quelli della maggior parte degli altri mesoplodonti e sono appuntiti davanti e dietro, proprio davanti all'apice. Solamente il mesoplodonte di Layard e il mesoplodonte di Travers hanno denti più lunghi. La colorazione è grigio scura o nera su tutto il corpo ed è più chiara sulle regioni inferiori e intorno alla testa, dando l'impressione che porti un "elmetto". La colorazione scurisce con l'età, ma le femmine presentano una zona chiara sul retro delle pinne, che si fa più appariscente con l'età. Come la maggior parte delle specie di questo genere, i maschi presentano cicatrici (causate da altri maschi) e in entrambi i sessi sono presenti i morsi dello squalo cookie-cutter. La lunghezza è al massimo di 5,25 metri per i maschi e 5,5 metri per le femmine. Alla nascita sono lunghe probabilmente 2,1-2,3 metri.

## Popolazione e distribuzione
Questa è la specie di mesoplodonte dell'oceano Pacifico più settentrionale, dal momento che si inoltra nel mare di Bering. È distribuita lungo entrambe le coste del Pacifico, dalla prefettura di Miyagi, in Giappone, a Monterey, in California. D'inverno possono migrare verso sud. Come per la maggior parte delle specie di mesoplodonte, non è stata fatta alcuna stima della popolazione.

## Comportamento
Questi zifidi vengono trovati generalmente in gruppi di 3 o 4 individui, ma a volte formano un gruppo molto compatto di 15 animali. I gruppi possono essere divisi per età e per sesso. I maschi adulti combattono violentemente tra loro e alcuni esemplari sono stati trovati con le mascelle fratturate risarcite.

## Conservazione
In passato questa specie è stata cacciata occasionalmente in Giappone, ed è stata catturata, sempre occasionalmente, nelle reti da pesca. Non si sa quanto questi fattori possano influire sulla popolazione.